# Uwa Elderson Echiéjilé
Elderson Uwa Echiéjilé, även känd som bara Elderson, född 20 januari 1988 i Benin City, Nigeria, är en nigeriansk fotbollsspelare som spelar för finska HJK  i Tipsligan. Han representerar även Nigerias landslag.

## Meriter
SC Braga
- Portugisiska Ligacupen: 2012–13

Nigeria
- Afrikanska mästerskapet: 2013